# Taheva
Taheva (em estoniano:  Taheva vald) é um município rural estoniano localizado na região de Valgamaa.